# Ніл Кентон
Ніл Кентон (англ. Neil Canton; 30 травня 1948) — американський кінопродюсер.

## Біографія
Ніл Кентон народився 30 травня 1948 року в Нью-Йорку, США. Діяльність у кіно почав в 1970-х як помічник у таких фільмах, як «Паперовий місяць» (1973), «Торговці мареннями» (1976). Як продюсер був задіяний у трилогії «Назад в майбутнє» режисера Роберта Земекіса. За свою роботу над фільмом «Назад в майбутнє» (1985) номінувався на премію «BAFTA».
Ніл Кентон одружений з Мері Жаклін Спайсер, у них двоє дітей. Його брат — продюсер Марк Кентон.

## Фільмографія
| Рік  |     | Українська назва                    | Оригінальна назва                                          | Роль                 |
| ---- | --- | ----------------------------------- | ---------------------------------------------------------- | -------------------- |
| 1972 | ф   | В чому справа, док?                 | What's Up, Doc?                                            | помічник виробництва |
| 1973 | ф   | Паперовий місяць                    | Paper Moon                                                 | помічник виробництва |
| 1976 | ф   | Торговці мареннями                  | Nickelodeon                                                | помічник виробництва |
| 1978 | док | Останній вальс                      | The Last Waltz                                             | помічник виробництва |
| 1979 | ф   | Воїни                               | The Warriors                                               | помічник режисера    |
| 1980 | ф   | Кривавий пляж                       | Blood Beach                                                | продюсер             |
| 1984 | ф   | Пригоди Бакару Банзая у 8-му вимірі | The Adventures of Buckaroo Banzai Across the 8th Dimension | продюсер             |
| 1985 | ф   | Назад у майбутнє                    | Back to the Future                                         | продюсер             |
| 1987 | ф   | Іствікські відьми                   | The Witches of Eastwick                                    | продюсер             |
| 1988 | ф   | Гольф-клуб 2                        | Caddyshack II                                              | продюсер             |
| 1989 | ф   | Назад у майбутнє 2                  | Back to the Future Part II                                 | продюсер             |
| 1990 | ф   | Назад у майбутнє 3                  | Back to the Future Part III                                | продюсер             |
| 1992 | ф   | Порушення кордонів                  | Trespass                                                   | продюсер             |
| 1993 | ф   | Джеронімо: Американська легенда     | Geronimo: An American Legend                               | продюсер             |
| 1995 | ф   | Грошовий поїзд                      | Money Train                                                | продюсер             |
| 2000 | ф   | Дуети                               | Duets                                                      | продюсер             |
| 2000 | ф   | Прибрати Картера                    | Get Carter                                                 | продюсер             |
| 2001 | ф   | Очі ангела                          | Angel Eyes                                                 | продюсер             |
| 2002 | ф   | Траса 60                            | Interstate 60: Episodes of the Road                        | продюсер             |
| 2002 | ф   | 24 години                           | Trapped                                                    | продюсер             |
| 2005 | ф   | Земля мертвих                       | Land of the Dead                                           | продюсер             |